# Ковальчик, Август
Август Мариан Ковальчик, пол. August Marian Kowalczyk (15 августа 1921, Тарнава-Гура, Польская Республика — 29 июля 2012, Освенцим, Польша) — польский актёр театра, кино и телевидения, театральный и телевизионный режиссёр. Узник концлагеря Аушвиц, сумевший совершить успешный побег. Солдат Армии Крайовой.

## Биография

### Ранние годы
Сын Станислава Ковальчика и Чеславы Стангрет. Отец работал инспектором образования, впоследствии на протяжении многих лет занимал пост директора библиотеки Люблинского медицинского университета.
Окончил 1-ю среднюю школу им. короля Владислава Ягелло в Дембице. После сдачи выпускных экзаменов планировал поступить в семинарию, но начало войны помешало этим планам.

### Концлагерь и побег

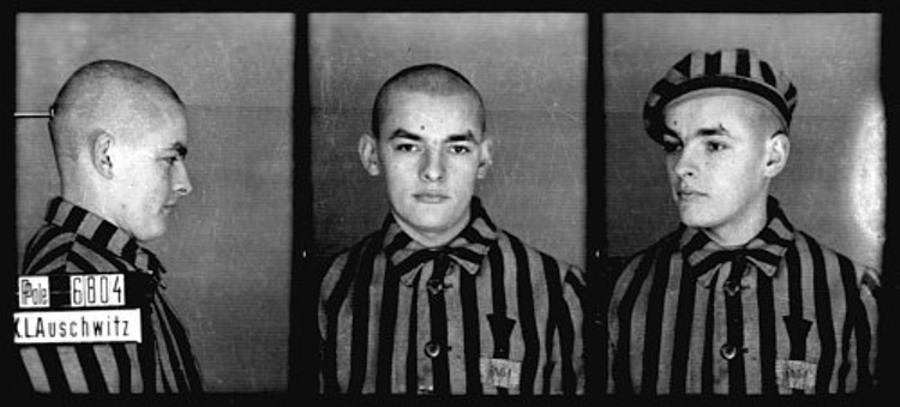
Август Ковальчик, заключённый № 6804. Аушвиц, 1940

5 мая 1940 года отправился во Францию, чтобы вступить в формирующуюся там армию Сикорского, но был арестован жандармерией после пересечения границы Словакии и через тюрьмы в Дукле, Ясло и Тарнуве переправлен в концлагерь Аушвиц, куда прибыл 4 декабря 1940 года (лагерный номер 6804). В лагере работал на разгрузке стройматериалов, строительстве завода «Буна-Верке», сносе разбомбленной синагоги в Освенциме и домов перемещённых поляков в Моновице.
28 мая 1942 года после двухнедельного пребывания в Блоке 11 был пожизненно переведён в штрафную роту за контакты с гражданским населением Освенцима (что фактически означало скорое вынесение смертного приговора).
10 июня 1942 года заключённые штрафных рот во время проведения работ по строительству дренажной канавы совершили массовый побег, подготовленный Витольдом Пилецким. Основанием для организации побега послужило то обстоятельство, что незадолго перед этим в штрафники были переведены 400 польских политических заключённых, из числа которых немцы каждые несколько дней выбирали и расстреливали дюжину. На 10 июня в штрафных ротах оставалось около 350 человек.
Сигналом для побега должен был стать гудок, отмечающий конец рабочего дня, однако в тот день пошёл сильный ливень, и немцы решили свернуть работу намного раньше обычного, что вызвало путаницу и дезорганизовало заключённых. В результате, услышав сигнал об окончании работ, лишь 42 узника бросились бежать в разные стороны, используя высокий кустарник в качестве прикрытия. 13 из них были убиты сразу. Ещё 20 пойманы в первый же день, возвращены в лагерь и расстреляны. Оставшиеся в лагере поляки из штрафных рот вскоре были умерщвлены в газовых камерах.
Девяти заключённым: Августу Ковальчику, Ежи Лачецкому, Зенону Перниковскому, Яну Ласковскому, Юзефу Трачику, Тадеушу Хрощицкому, Юзефу Памрову, Александру Бучиньскому и Эугениушу Сточевскому — удалось скрыться. Однако 14 июня Бучиньский и Сточевский были пойманы на расстоянии 25 километров от Освенцима. Через месяц их вернули в лагерь и расстреляли.
Ковальчик вспоминает, как на бегу избавился от лагерной одежды, переплыл Вислу, чтобы сбить собак со следа, и укрылся в лесу. Он воспользовался помощью местного населения (силезских немцев-колонистов): мальчик-пастух отдал ему свою куртку и шляпу, а некоторое время спустя, когда Ковальчик прятался в поле созревшей ржи, его нашли крестьянки, которые принесли ему женскую одежду и указали место безопасного укрытия. Он пережидал облавы семь недель на чердаке конюшни в Бойшовах, после чего подпольщица «Союза вооружённой борьбы» Хелена Ступка (фигурирующая в мемуарах Ковальчика как Хелена Ступкова) организовала ему фальшивые документы и возможность уехать в Краков.
В Кракове вступил в отряд Армии Крайовой, действующий в районе Мехува, до конца войны сражался в его рядах.

### После войны

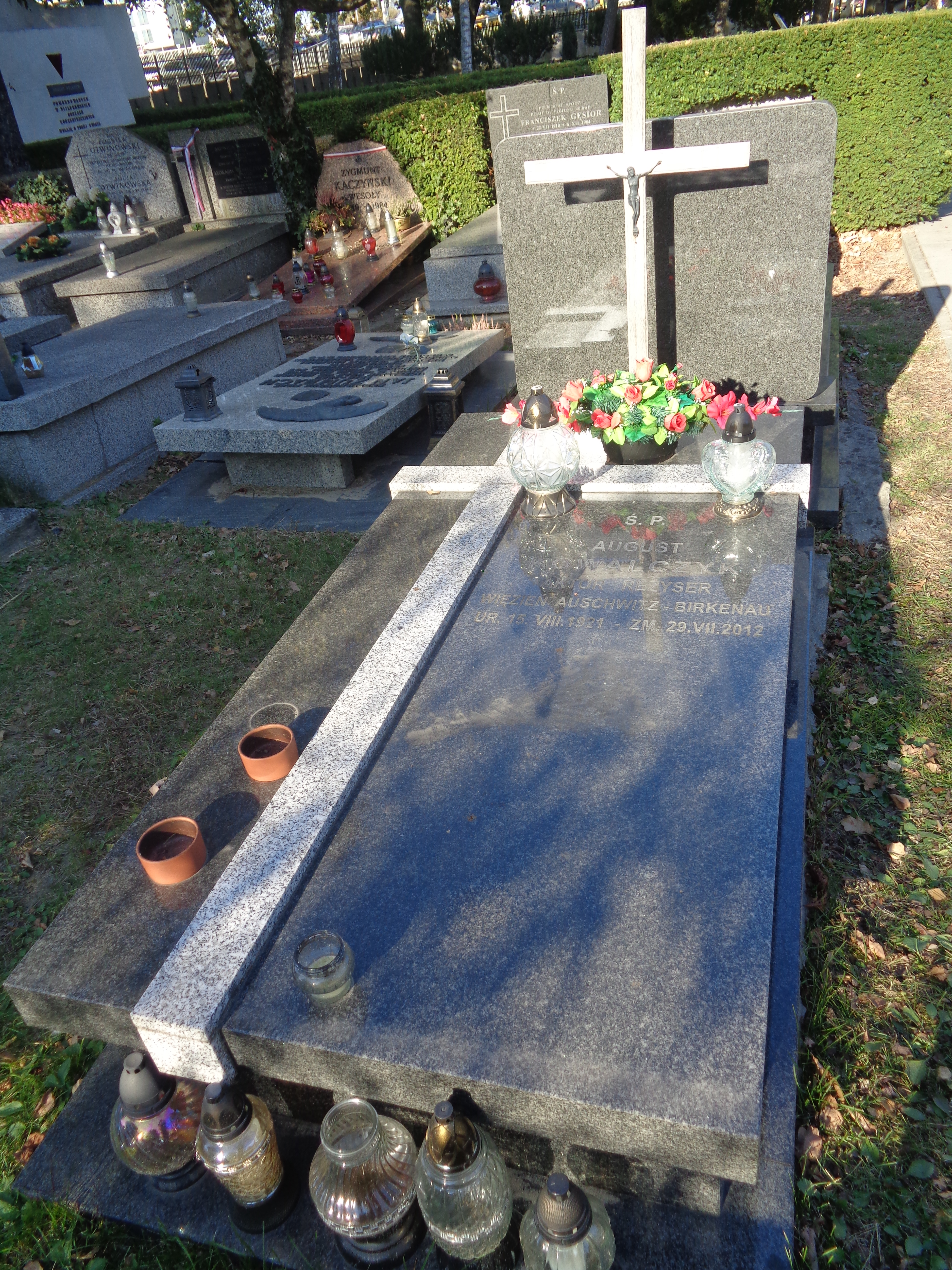
Могила Августа Ковальчика на воинском кладбище Повонзки

9 ноября 1945 года дебютировал как актёр в Театре рапсодии в Кракове. В 1948 году заочно сдал актёрский экзамен. В 1953 году состоялся его дебют в кино.
С 1945 по 1952 год служил в Театре рапсодии, позже перешёл на варшавскую сцену: играл в Народном театре (с 1952-го) и в Польском театре (в 1954—1962 и 1964—1981 годах). С 1968-го также занимал должность художественного руководителя Польского театра.
В 1962—1966 годах был директором Театра им. Адама Мицкевича в Ченстохове.
В 1971 году исполнил роль Мефистофеля в «Фаусте» Гёте в постановке Юзефа Шайны (на польском языке); эта роль считается одним из его важнейших сценических достижений.
Выйдя на пенсию в 1981 году, он начал гастролировать по Польше и миру (Германия, Нидерланды, Чехия, Япония, СССР) со своей монодрамой «6804», рассказывающей об ужасах лагерной жизни. За три десятка лет он посетил более шести тысяч школ по всей стране, свидетельствуя молодым людям о военном времени. Последнее, 6804-е выступление, символически совпавшее с его лагерным номером, состоялось в Освенциме 10 июня 2012 года, в 70-летие его побега из лагеря.
В течение многих лет Август Ковальчик являлся вице-президентом Главного правления Товарищества опеки над Освенцимом, председателем Национального совета Польского союза жертв нацизма, председателем совета Фонда Памятника-хосписа города Освенцим и членом Совета Фонда «Польско-немецкое примирение». Он участвовал в праздновании 55-летия и 60-летия освобождения Аушвица и других мероприятиях, отмечающих памятные даты, связанные с концлагерем.
В 1995 году опубликовал книгу мемуаров «Рефрен колючей проволоки: правдивая трилогия» (Refren kolczastego drutu: Trylogia prawdziwa), представляющую собой воспоминания о пребывании в Аушвице и побеге. В 2010 году опубликовал сборник стихов «Сложнее всего с собой» (Najtrudniey z soba), написанных им в концлагере.
Умер от рака в возрасте 90 лет 29 июля 2012 года в хосписе в Освенциме в окружении своих близких. Это учреждение было создано благодаря усилиям Августа Ковальчика в знак благодарности бывших узников Аушвица жителям Освенцима, которые помогали им во время заключения. Официальное открытие хосписа состоялось в начале июня 2012 года. Желанием актёра было провести последние дни жизни там.
9 августа похоронен на воинском кладбище Повонзки (участок D4-4-1) в Варшаве.

### Личная жизнь
Был женат четыре раза.
Первый брак был заключён с Марией Зброжек и продлился семь лет. От этого брака в 1950 году родился сын Марек.
Второй брак был заключён в 1962 году с Габриэлой Ставиньской, дочерью министра лёгкой промышленности Польши Эугениуша Ставиньского и закончился разводом через семнадцать лет после начала отношений. От этого союза был рождён сын Марцин (1957 г.)
Третий брак — с актрисой Кристиной Крулувной — продлился десять лет.
В браке со своей четвёртой женой Евгенией Громыш Август Ковальчик прожил до своей смерти в 2012 году.

## Фильмография

### Актёр

#### Фильмы
- Пятёрка с улицы Барской[пол.] (Piątka z ulicy Barskiej, 1953) — Зенон;
- Поколение (Pokolenie, 1954) — ксёндз;
- Год первый[пол.] (Rok pierwszy, 1960) — Кросно;
- Апрель[пол.] (Kwiecień, 1961) — майор Липец;
- Тихие следы[пол.] (Milczące ślady, 1961) — «Молния», командир части;
- Другой берег[пол.] (Drugi brzeg, 1962) — судья;
- Боевые цвета[пол.] (Barwy walki, 1964) — ротмистр, командир отряда Национальных вооружённых сил;
- Рукопись, найденная в Сарагосе (Rękopis znaleziony w Saragossie, 1964) — арестовывающий Ван Вордена именем Святой инквизиции;
- Нюрнбергский эпилог (Epilog norymberski, 1971) — Альфред Йодль[13];
- Крестьяне[пол.] (Chłopi, 1973) — бургомистр;
- Яношик[пол.] (Janosik, 1974) — австрийский генерал;
- Первый правитель (Gniazdo, 1974) — сановник при чешском дворе;
- Вергилий[пол.] (Wergili, 1976) — директор музея Аушвиц-Биркенау;
- Секрет Энигмы[пол.] (Sekret Enigmy, 1979) — полковник Ривет;
- Алхимик (Alchemik, 1988) — Сетон;
- Делай своё дело, риск на тебе[пол.] (Rób swoje, ryzyko jest twoje, 2002) — тюремный врач.

#### Сериалы
- Ставка больше, чем жизнь (Stawka większa niż życie, 1967-68) — штурмбанфюрер СС Йохан Дене (в 9-й серии «Гениальный план полковника Крафта» и 16-й серии «Операция „Дубовый лист“»)[14];
- Крестьяне[пол.] (Chłopi, 1971-72) — бургомистр;
- Яношик[пол.] (Janosik, 1973) — австрийский генерал; (в 7-й серии «Бочка душ», в 8-й серии «Хорошая цена» и 13-й серии «Предательство»);
- Большая любовь Бальзака[пол.] (Wielka miłość Balzaka, 1973) — ясновидящий (в 4-й серии «Человеческая комедия»);
- Польские дороги[пол.] (Polskie drogi, 1977) — офицер гестапо Шредер (в 9-й серии «К оружию!» и 11-й серии «В целях самообороны»)[15];
- Знак орла[пол.] (Znak orła, 1977) — приор Вильгельм (в 1-й серии «Образование. 1308» и 2-й серии «Слово Закона»);
- Cистема кровообращения[пол.] (Układ krążenia, 1977-78) — Марек Липчик, директор завода (в 1-й серии «Высокая гора» и в 2-й серии «Обвиняемые»);
- Тайна Энигмы[пол.] (Tajemnica Enigmy, 1980) — полковник Ривет (в 1-й серии «Приглашение в Варшаву», в 5-й серии «Жёлтые карточки» и в 7-й серии «В ловушке Абвера»);
- Алхимик Сендивус[пол.] (Alchemik Sendivius, 1988) — Сетон;
- Канцлер[пол.] (Kanclerz, 1989) — старый дворянин, сторонник Максимилиана (в 3-й, 4-й и 5-й сериях).

### Режиссёр
- Лето в Ноане (Leto v Noane, 1978, совместно с Александром Покровским, телевизионный фильм);
- Телевизионный театр (Teatr Telewizji, сериал) — три эпизода: «Облако в штанах» (Oblok w spodniach, 1957, сезон 5, эпизод 58), «Оптимистическая трагедия» (Tragedia optymistyczna, 1975, сезон 23, эпизод 1) и «Старик, глупец и ангел» (Stary, Glupi i Aniol, 1976).

## Фильмы о Ковальчике

### Документальные
- По следам побега (Śladami ucieczki, 1967, реж. Веслава Карловская);
- Храни молчание (August Kowalczyk. Zachowaj Ciszę, реж. Станислва Пеняк);
- Август Ковальчик. 6804 (August Kowalczyk. 6804, 2012, реж. Анджей Махновский);
- На пути к Аушвицу. Август Ковальчик (Kierunek Auschwitz. August Kowalczyk, 2015)[16].

### Художественные
- Чётки из колючей проволоки (Różaniec z kolczastego drutu, 1998, реж. Юзеф Клык и Войцех Викарек)[17].

## Награды и звания
- Медаль «10-летие Народной Польши» (19 января 1955)[18];
- Премия Силезского театра «Весна» (1963);
- Награда Министра национальной обороны (1965);
- Награда II Фестиваля телевизионных драматических театров за режиссуру и роль Гезы в спектакле Ежи Пшезьдзецкого «Горсть песка» в Театре им. Адама Мицкевича в Ченстохове (1965);
- Знак Тысячелетия польского государства (1966);
- Рыцарский крест Ордена Возрождения Польши (1969);
- Медаль «30-летие Народной Польши» (1974);
- Бронзовая медаль «За заслуги в обеспечении обороноспособности страны» (1974);
- Почётная грамота Министерства культуры СССР (1979);
- Заслуженный деятель культуры Польши (1984);
- Почётный гражданин гмины Бойшовы (1994)[10];
- Почётный гражданин Освенцима[пол.] (2002)[2];
- Командорский крест со звездой Ордена Возрождения Польши (26 июня 2002)[2];
- Бронзовая медаль «За заслуги перед Малопольским воеводством» (2012)[19];
- Золотой почётный знак «За заслуги перед Силезским воеводством»[10];
- Крест Узников фашистских концлагерей.